# The Glass Castle (2017)
The Glass Castle (no Brasil; O Castelo de Vidro) é um filme de drama biográfico americano de 2017, dirigido por Destin Daniel Cretton e escrito por Cretton, Andrew Lanham e Marti Noxon. É baseado no livro de memórias de Jeannette Walls, best-seller de 2005. Descrevendo a infância de Walls, onde sua família vivia na pobreza e às vezes como posseiros, o filme é estrelado por Brie Larson como Walls, Naomi Watts, Woody Harrelson, Max Greenfield e Sarah Snook nos papéis coadjuvantes.
The Glass Castle foi lançado em 11 de agosto de 2017 pela Lionsgate e recebeu críticas mistas dos críticos. Eles elogiaram as performances de seu elenco (particularmente Larson e Harrelson), mas criticaram os tons emocionais e a adaptação. O filme teve um sucesso financeiro moderado, arrecadando US $ 22 milhões na América do Norte.

## Enredo
Quando criança, Jeannette Walls vivia uma vida nômade com sua mãe pintora Rose, seu pai inteligente, mas irresponsável, Rex, a irmã mais velha Lori e o irmão mais novo Brian. Enquanto cozinha sem supervisão, Jeannette se queima gravemente. No hospital, um médico e assistente social questionam sua vida doméstica, mas Rex distrai a equipe e foge com Jeannette. A família sai da cidade e Jeannette fica encantada com os planos de Rex para a casa dos sonhos da família, um castelo de vidro.
A família logo inclui a irmã mais nova de Jeannette, Maureen, e permanece em viagem por anos, eventualmente se mudando para uma casa em ruínas em Utah. Jeannette quase se afoga quando um Rex bêbado a ensina agressivamente a nadar. Ele agride o salva-vidas, forçando a família – agora perseguida pela lei e sem dinheiro – a ir para Welch, West Virginia, onde as crianças encontram seus avós e o tio Stanley. Rex muda sua família para uma casa desorganizada no deserto, vivendo sem água corrente, gás ou eletricidade. Quando a família não come há dias, Rex pega o dinheiro restante para comprar comida, mas volta para casa bêbado depois de uma briga. Costurando seu ferimento, Jeannette pede que ele pare de beber, e Rex se amarra à sua cama, suportando com êxito a abstinência. Ele consegue um emprego como trabalhador da construção civil e a família desfruta de um Natal confortável.
Os pais assistem ao funeral da mãe de Rose no Texas, deixando os filhos com os avós em Welch. As irmãs descobrem Irma agredindo sexualmente Brian e a atacam, mas são afastadas por Stanley. Quando seus pais retornam, Rex se recusa a ouvir seus filhos sobre o incidente. A família volta para casa e ele volta a beber, tendo a uma briga violenta com Rose. Jeannette é incapaz de convencer sua mãe a deixar Rex, e os irmãos prometem cuidar um do outro e escapar de sua pobreza.
Quando adolescente, Jeannette é atraída pelo jornalismo. Os irmãos economizam dinheiro suficiente para Lori partir para Nova Iorque, enfurecendo Rex; Jeannette se prepara para fazer o mesmo. Irma morre e, após o funeral, Jeannette é envolvida no esquema de seu pai para enganar seu conhecido, Robbie, na piscina. Ele perde para Rex e revela o plano de Jeannette de se mudar para Nova York. Ela acompanha Robbie no andar de cima e ele tenta estuprá-la, mas ela mostra suas cicatrizes de queimadura de sua infância e sai. Em casa, ela descobre que seu pai roubou suas economias, mas foge de casa de qualquer maneira. Frequentando a faculdade em Nova Iorque, Jeannette enfrenta dificuldades financeiras e se prepara para desistir, mas Rex chega com uma pilha de ganhos em jogos de azar, dizendo-lhe para seguir seus sonhos.
Em 1989, Jeannette é uma colunista de fofocas da New York Magazine e está noiva de David, um analista financeiro. No jantar com uma cliente de David, Jeannette mente sobre seus pais. No caminho para casa, ela vê seus pais, agora desabrigados, mergulhando no lixo. Mais tarde, ela se encontra com sua mãe, que desconsidera seu noivado. Jeannette e David visitam sua família no prédio abandonado onde seus pais estão agachados. Brian, agora policial, e Lori vivem confortavelmente, mas Maureen foi morar com os pais. Rex e David lutam bêbados e David vence, mas Rex dá um soco em seu nariz. Ao voltar para casa, David diz a Jeannette que ele não quer mais nada com os pais dela.
Maureen liga para Jeannette para explicar que ela está se mudando para a Califórnia. Em sua festa de noivado, Jeannette descobre que seus pais possuíam terras valiosas – agora no valor de quase US $ 1 milhão – desde que ela era criança, mas optaram por nunca vender. Furiosa com a recusa de Rex em admitir a dor que ele causou à sua família, Jeannette o proíbe em sua vida. Algum tempo depois, Jeannette é infeliz casada com David. Rose entra em contato para dizer que Rex está morrendo, mas Jeannette se recusa a vê-lo. No jantar com outro cliente de David, Jeannette cria coragem para revelar a verdade sobre seus pais. Ela corre para encontrar seu pai e eles se reconciliam antes que ele morra. No dia de Ação de Graças a seguir, Jeannette – agora uma escritora freelancer morando sozinha – comemora com sua família, relembrando a vida não convencional de Rex.

## Elenco
- Brie Larson como Jeannette Walls
  - Chandler Head como Jeannette Walls (aos 8 anos)
  - Ella Anderson como Jeannette Walls (aos 11 anos)
- Naomi Watts como Rose Mary Walls
- Woody Harrelson como Rex Walls
- Sarah Snook como Lori Walls
  - Olivia Kate Rice como Lori Walls (aos 10 anos)
  - Sadie Sink como Lori Walls (aos 13 anos)
- Josh Caras como Brian Walls
  - Iain Armitage como Brian Walls (aos 6 anos)
  - Charlie Shotwell como Brian Walls (aos 9 anos)
- Brigette Lundy-Paine como Maureen Walls
  - Charlie and Noemie Guyon como Maureen Walls (Bebê)
  - Eden Grace Redfield como Maureen Walls (aos 3 anos)
  - Shree Crooks como Jovem Maureen Walls
- Max Greenfield como David
- Dominic Bogart como Robbie
- Joe Pingue como Tio Stanley

## Produção
Em abril de 2012, foi relatado que Lionsgate adquiriu os direitos do livro e Jennifer Lawrence estava em negociações para estrelar o filme. Em outubro de 2013, foi revelado que o diretor Destin Daniel Cretton estava em negociações para dirigir o filme e reescrever o roteiro com Andrew Lanham a partir de um rascunho anterior de Marti Noxon. Em outubro de 2015, Brie Larson se juntou ao elenco do filme, substituindo Lawrence; ela havia saído do filme após uma busca prolongada por um protagonista masculino. Em novembro de 2015, Woody Harrelson se juntou ao elenco do filme como o pai. Em março de 2016, Naomi Watts se juntou ao elenco como a mãe. Em abril de 2016, Max Greenfield e Sarah Snook se juntaram ao elenco. Em maio de 2016, Ella Anderson se juntou ao elenco.
A fotografia principal começou em 20 de maio de 2016, em Welch, West Virginia. O filme encerrou suas filmagens em 08 de agosto de 2016, no Novo México.

## Lançamento
The Glass Castle foi lançado em 11 de agosto de 2017 pela Lionsgate.

### Bilheteria
The Glass Castle faturou US $ 22 milhões nos Estados Unidos e no Canadá.
Na América do Norte, The Glass Castle foi lançado juntamente com The Nut Job 2: Nutty by Nature e Annabelle 2: A Criação do Mal, e foi projetado para arrecadar cerca de US $ 5 milhões em 1.461 cinemas no fim de semana de estreia. O filme faturou US $ 1,7 milhão no primeiro dia e US $ 4,7 milhões no fim de semana, terminando em 9º lugar nas bilheterias. O filme faturou US $ 2,6 milhões em seu segundo final de semana (queda de 45,5%), terminando em 12º lugar.

### Crítica
No Rotten Tomatoes, o filme tem uma classificação de aprovação de 51% com base em 158 avaliações e uma classificação média de 6.0 / 10. O consenso crítico do site diz: "'The Glass Castle' tem uma história da vida real comovente e um excelente desempenho de Brie Larson, mas não são suficientes para compensar uma abordagem fundamentalmente equivocada do material". No Metacritic, que atribui uma classificação normalizada às críticas, o filme tem uma pontuação média ponderada de 56 em 100, com base nas críticas de 39 críticos, indicando "críticas mistas ou médias". O público consultado pelo CinemaScore atribuiu ao filme uma nota média de "A−" na escala A+ a F.
Escrevendo para a Rolling Stone, Peter Travers disse que o filme "promove a melhoria fácil em vez de verdades frias e duras" e deu a ele duas estrelas de quatro, dizendo: "Hollywood tem um talento especial para higienizar livros que merecem algo melhor. No caso de The Glass Castle, é uma pena." Richard Roeper, do Chicago Sun-Times, também deu ao filme duas das quatro estrelas e foi igualmente crítico para a sua apresentação, escrevendo: "... um filme que apresenta evidências esmagadoras de Rex e Rose Mary como seres humanos assustadores em 90% do filme e, em seguida, pede-nos para fazer uma pausa? Não compro."